# Mousquet
Pour le contre-torpilleur français, voir Mousquet (contre-torpilleur).

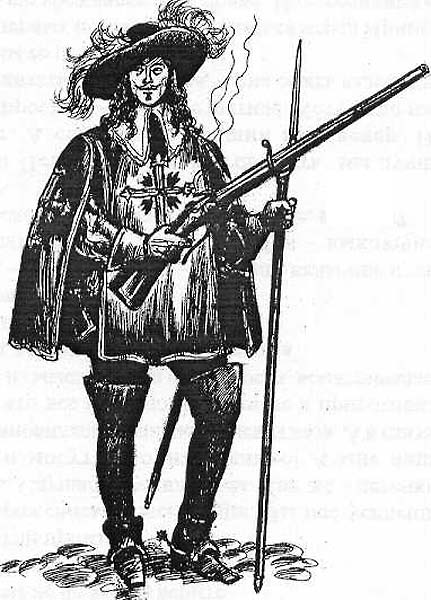
Mousquetaire, mousquet et fourquine.

Un mousquet est une arme à feu portative,,, au long canon, à âme lisse, crosse d'épaule et platine à mèche ou à rouet,, en usage dans l'infanterie aux XVIe et XVIIe siècles,.
Le mousquet est utilisé, pour la première fois, par les Espagnols, lors du siège de Parme de 1520.
Les auteurs et les manuels militaires français du XVIIIe siècle différencient bien le mousquet à mèche, en usage dans les armées jusque vers 1700, du fusil à silex qui lui succéda.
C'est l'ancêtre de notre fusil actuel. Le mousquet a été inventé pour pallier le manque de la puissance des arquebuses. La longueur moyenne des canons des mousquets était de 1,20 m et les balles pouvaient avoir un calibre de plus de 20 mm. Puis, progressivement, les canons furent ramenés à environ 90 cm pour un calibre maximum de 18 mm.
La mousqueterie désigne le maniement du mousquet et la décharge simultanée ou feu roulant de mousquets.

## Étymologie
Le substantif masculin,,,, mousquet est un emprunt,,, à l'italien moschetto,,, substantif masculin, formé sur le féminin moschetta, (proprement « petite mouche », puis « flèche (d'une arbalète) »), dérivé, avec le suffixe diminutif -etta (« -ette »),  de mosca (« mouche »).
En italien, le féminin moschetta, au sens de « flèche (d'une arbalète) », est attesté dès le début du XIVe siècle ; et le masculin moschetto, au sens d'« arme à feu portative », dès la première moitié du XVIe siècle,.
En français, mousquet est attesté dès le XVIe siècle : d'après le Trésor de la langue française informatisé, sa plus ancienne occurrence connue (graphie ‹ mosquet ›) se trouve dans un registre daté de 1568 et conservé aux Archives municipales de Bayonne.

## Chine
Les mousquets étaient utilisés dès le XIVe siècle en Chine, notamment sous la dynastie Ming (1368 – 1644)[réf. nécessaire]. C'est sous le règne de Jiao Yu, fondateur de cette dynastie, que furent inventées différentes armes à feu et la platine à mèche. Ces technologies leur permirent de vaincre les Mongols qui dirigeaient la Chine sous la dynastie Yuan (d'environ 1234 à 1279 – 1368).
On trouve en 1598 les premières mentions de mousquets rechargeables à l'aide de cartouches, appelés « arme à feu tirant comme l'éclair » (掣电铳 / 掣電銃, chèdiànchòng).
Malgré cette supériorité technologique, les derniers Jin (1616 – 1636, des Jurchen, peuple toungouse proches des Mongols), composé également de cavalerie légère utilisant des arcs, du 14 au 18 avril 1619, gagnent la bataille de Sarhu contre les Ming équipés d'armes à feu utilisant des platines à mèche. La dynastie Qing (1644 – 1912) née de la Jin, remplace alors la dynastie Ming, jusqu'en 1911, à sa chute et à la création de la République de Chine (1912-1949).

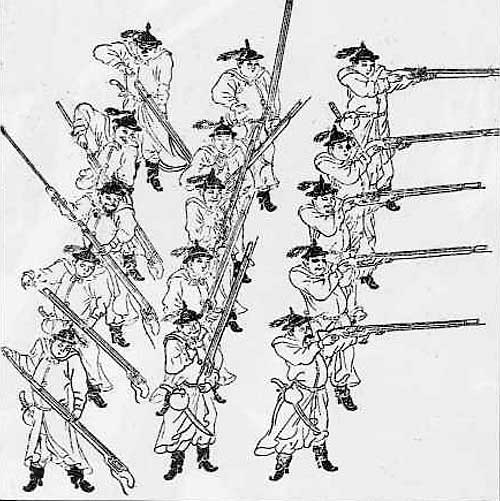
Mousquetaires de la Dynastie Ming (1368 — 1644), organisés en 3 rangs, le dernier rang recharge, pendant que le second rang arme et que le premier rang tire, permettant ainsi de réduire le temps entre les salves.
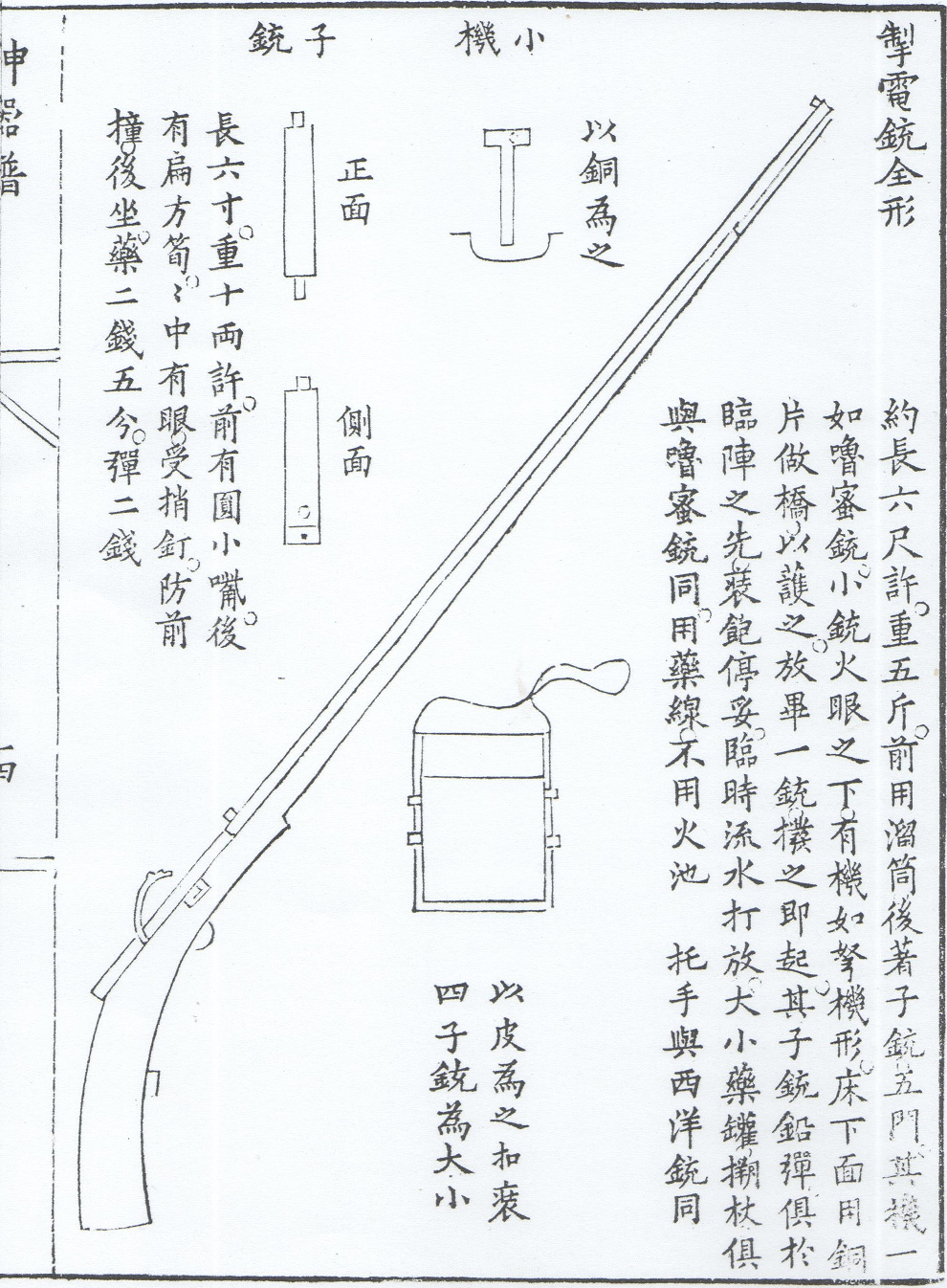
Mousquet à cartouches en 1598.
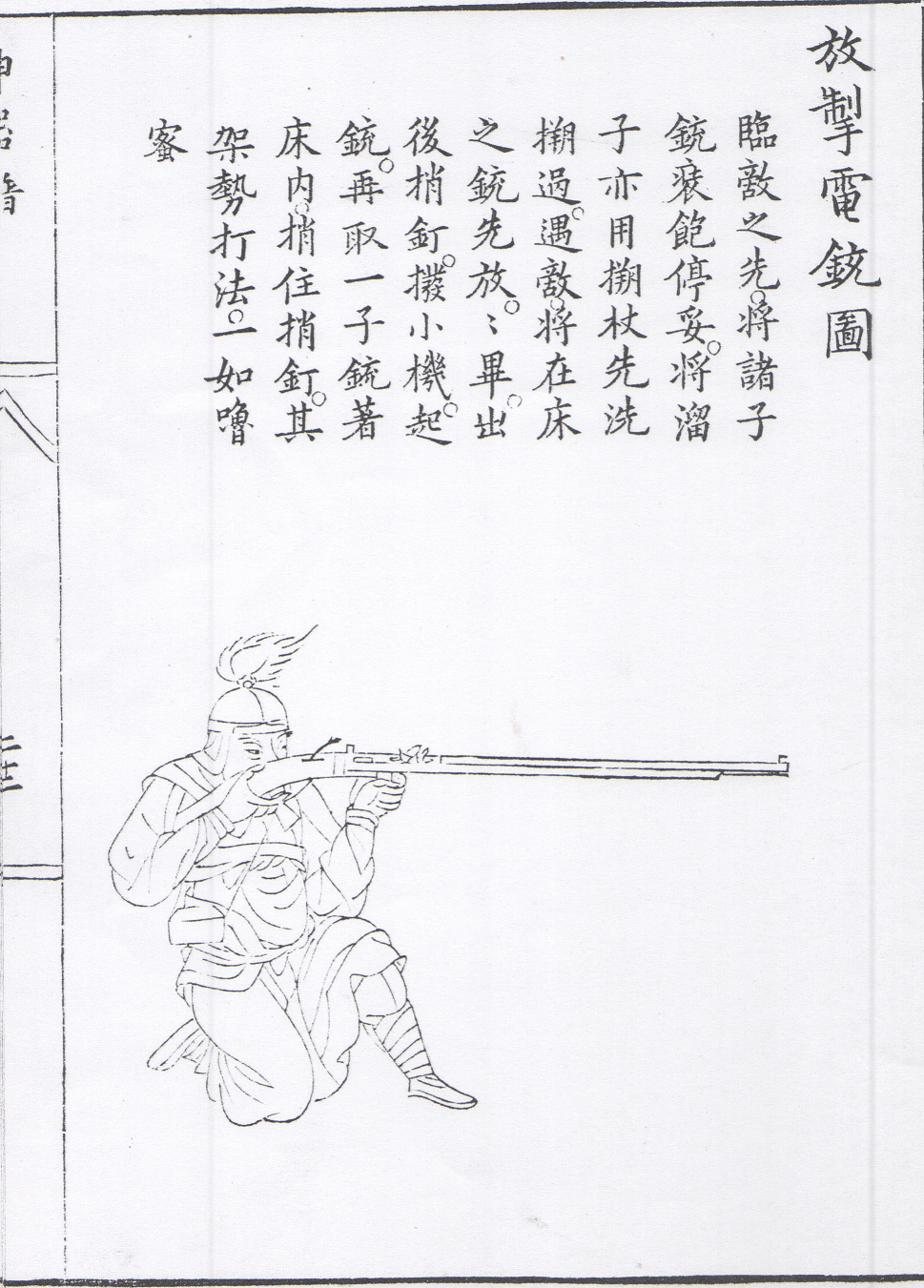
Exemple d'utilisation du mousquet à cartouche, 1598.

## France

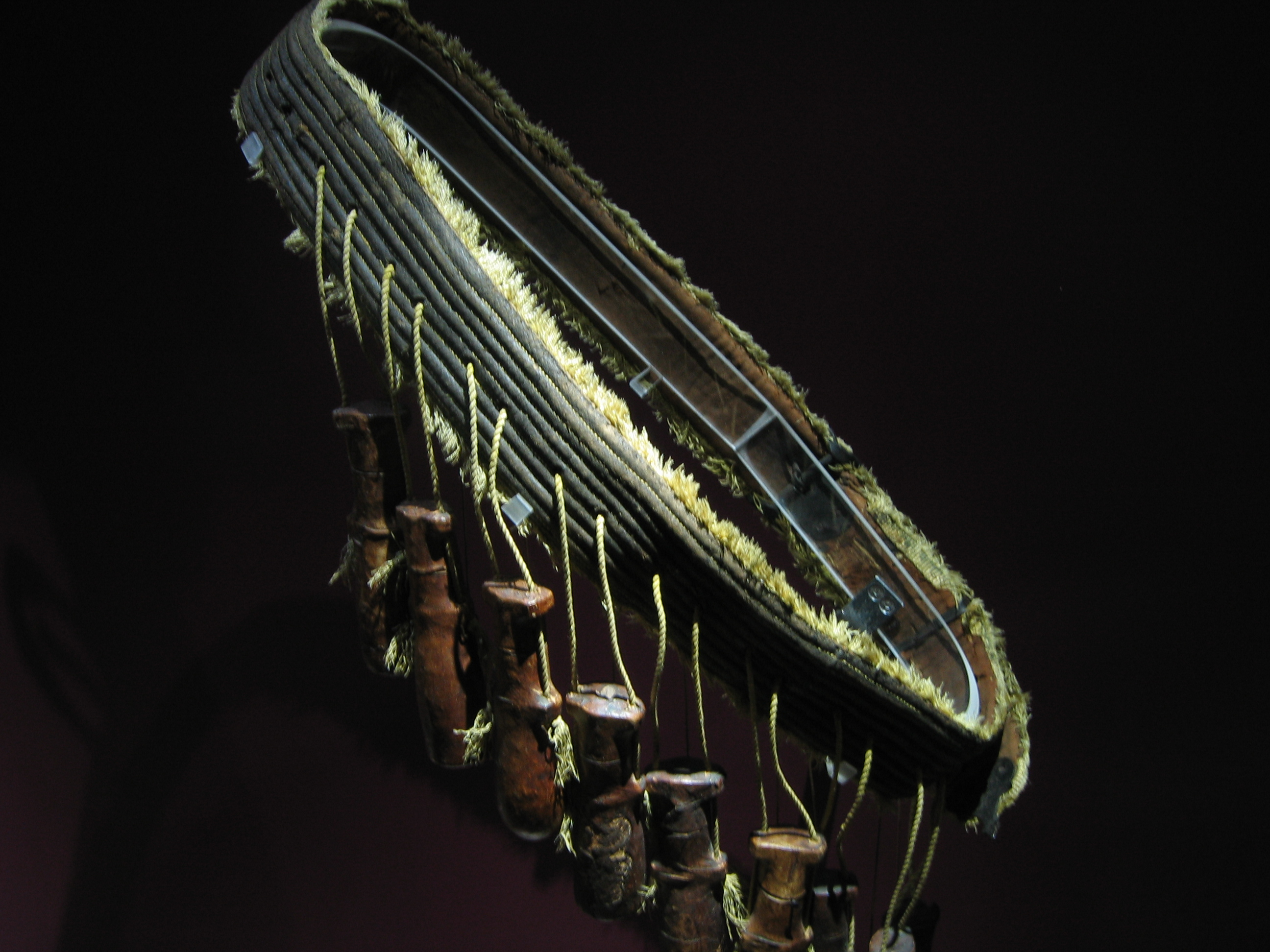
Bandoulière de mousquetaire, année 1640, chaque étui (que l'on nomme "apôtre") contient la dose de poudre nécessaire pour amorcer et charger l'arme.

Introduit en France après la bataille de Pavie (1525), le mousquet était, jusqu'en 1650, appuyé sur une fourquine, fourche pour le tir (baguette de fer fourchue pour y poser le mousquet, d'un poids et d'un encombrement importants). Les fantassins armés d'un mousquet étaient nommés mousquetaires. On leur fournit d'abord un mousquet court, mousqueton servant aussi bien à cheval qu'à pied, puis un mousquet long ordinaire uniquement pour l'usage à pied.
L'armée française abandonne le mousquet en 1700 avec l'apparition du fusil à silex à âme lisse.

## Grande-Bretagne
Très utilisé par les Britanniques dès la mi-Renaissance, le mousquet était l'arme de prédilection des armées.
L'emblématique Brown Bess n'est pas un mousquet, mais un fusil équipé d'une platine à silex ; la confusion vient du fait que le terme anglais musket n'a pas le même sens que mousquet. Le musket a notamment servi lors de la conquête du Canada durant la guerre de Sept Ans, durant les guerres napoléoniennes et durant la guerre de 1812.

## États-Unis

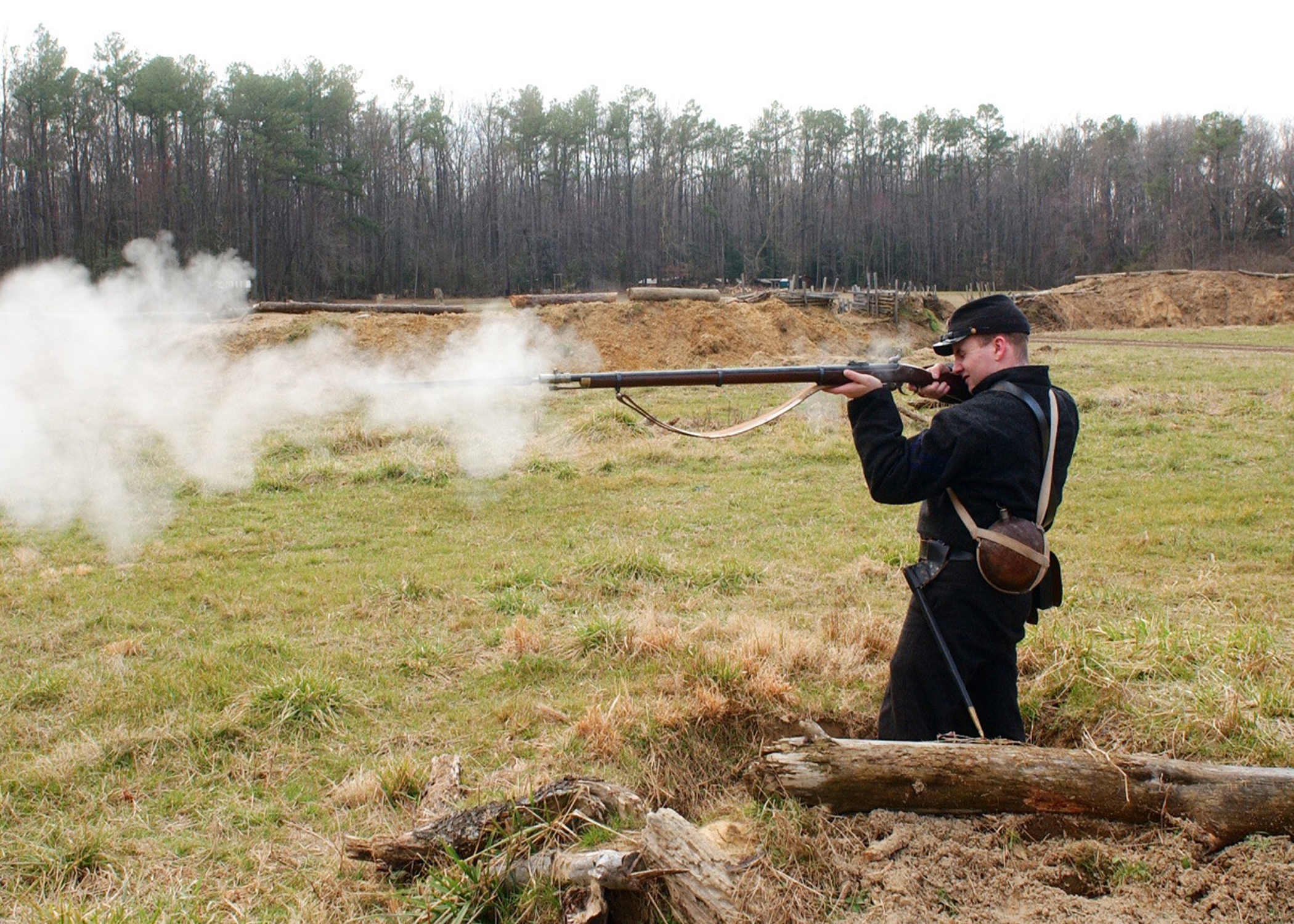
Tir au fusil rayé à poudre noire, parfois nommé mousquet par analogie avec son nom anglais musket.

Le premier fusil à canon rayé adopté par les États-Unis fut le Springfield Modèle 1855. Il sera suivi par le Springfield Modèle 1861 qui était l'arme la plus courante lors de la guerre de Sécession. En outre, de nombreux fusils plus anciens à canon lisse seront en usage avant et pendant la guerre civile. Ces armes à chargement par la gueule seront remplacées par le Springfield Modèle 1865 à chargement par la culasse.